# Guilhermina de Baden
Guilhermina Luísa de Baden (em alemão: Wilhelmine Luise von Baden; 21 de setembro de 1788 — 27 de janeiro de 1836) foi a esposa do grão-duque Luís II e a Grã-Duquesa de Hesse e do Reno.
Filha mais jovem de Carlos Luís, Príncipe-Herdeiro de Baden e de Amália de Hesse-Darmstadt, ela desposou, em 19 de junho de 1804, seu primo-irmão, o futuro grão-duque Luís II de Hesse-Darmstadt (1777–1848). O casal teve sete filhos, quatro dos quais sobreviveram à infância.
Entretanto, acredita-se que seus últimos quatro filhos eram frutos de seu relacionamento com o barão Augusto de Senarclens de Grancy (1794-1871), seu amante de longa-data.
Através de seus descendentes, Guilhermina de Baden é uma ancestral direta das atuais gerações das famílias reais britânica e espanhola, e também das casas reais extintas da Rússia, Romênia e Iugoslávia.

## Descendência
- Luís III, Grão-Duque de Hesse (9 de junho de1806 - 13 de junho de 1877) - Casado com a princesa Matilde Carolina da Baviera; sem descendência. Após o falecimento da esposa, casou-se morganaticamente com a baronesa Magdalena Hochstadten; sem descendência. Sucedeu ao seu pai no trono do grão-ducado de Hesse e do Reno em 5 de março de 1848, permanecendo até sua morte. Por não ter tido filhos, seria sucedido no trono por seu irmão Carlos de Hesse e do Reno, mas este faleceu menos de três meses antes de Luís III. O sucessor foi Luís IV, filho mais velho de seu irmão Carlos.
- Filho natimorto (18 de agosto de 1807)
- Carlos de Hesse e do Reno (23 de abril de 1809 - 20 de março de 1877) - casado com Isabel da Prússia, com quem teve quatro filhos, incluindo Luís IV, Grão-Duque de Hesse. Através de Luís IV, Carlos é avô da última imperatriz da Rússia, Alexandra Feodorovna, e bisavô da rainha consorte da Suécia, Luísa Mountbatten (esposa do rei Gustavo VI Adolfo da Suécia) e de sua irmã Alice de Battenberg (mãe do Príncipe Filipe, marido da atual Rainha Isabel II do Reino Unido), ambas filhas de sua neta Vitória de Hesse e Reno com seu sobrinho Luís de Battenberg. Isso faz de Carlos de Hesse e Reno um ancestral direto da atual geração da família real britânica, assim como seu irmão Alexandre de Hesse e Reno.
- Amália Isabel Luísa Frederica Guilhermina de Hesse e do Reno (20 de maio de1821 - 27 de maio de 1826) - Faleceu aos cinco anos de idade.
- Filha natimorta (7 de junho de 1822)
- Alexandre de Hesse e Reno (15 de julho de1823 - 15 de dezembro de 1888) - casado morganaticamente com a condessa Julia von Hawke, com quem teve cinco filhos. É ancestral das atuais gerações das famílias reais britânica e espanhola. Um de seus filhos, Luís de Battenberg, casou-se com sua sobrinha-neta Vitória de Hesse e Reno (neta de seu irmão Carlos de Hesse e Reno); através deste filho, Alexandre de Hesse e Reno é avô de Luísa Mountbatten (rainha consorte da Suécia e esposa do rei Gustavo VI Adolfo) e bisavô do Príncipe Filipe (filho de sua neta Alice de Battenberg e marido da atual Rainha Isabel II do Reino Unido). Outro filho, Henrique de Battenberg, casou-se com a princesa Beatriz do Reino Unido(filha da rainha Vitória do Reino Unido); a filha de Henrique e Beatriz, Vitória Eugênia de Battenberg, tornou-se rainha consorte da Espanha e é bisavó do atual rei Filipe VI da Espanha.
- Maria de Hesse e Reno (Maria Alexandrovna) (Darmstadt, 8 de agosto de 1824 - São Petersburgo, 3 de junho de 1880) - Casada com o czar Alexandre II, com quem teve oito filhos; foi imperatriz consorte da Rússia de 1855 até seu falecimento em 1880. Entre seus filhos estavam o czar Alexandre III, e a grã-duquesa Maria Alexandrovna, que se casou com Alfredo, Duque de Saxe-Coburgo-Gota (um dos filhos da rainha Vitória do Reino Unido). Entre seus netos estavam o último imperador da Rússia, Nicolau II (que se casou com sua sobrinha-neta Alice de Hesse), filho de Alexandre III, e a rainha consorte da Romênia, Maria de Saxe-Coburgo-Gota (filha de sua filha Maria Alexandrovna), esposa do rei Fernando I da Romênia. Mais tarde, sua bisneta Maria da Romênia (filha de Maria de Saxe-Coburgo-Gota) tornou-se rainha consorte da Iugoslávia ao se casar com o rei Alexandre I da Iugoslávia.